# Битва під Агордатом (1941)
Битва під Агордатом (26 — 31 січня 1941) — одна з битв східноафриканської кампанії Другої світової війни.

## Короткий зміст
21 січня 1941 року італійські війська почали відступ з англо-єгипетського Судану на укріплені позиції по лінії Агордат — Баренту в Еритреї. Відхід прикривався кавалерійськими рейдами, котрі проводили сили Амедео Савойського.
Італійські сили складалися з 10 батальйонів аскарі, батальйону чорносорочечників, кавалерії та загону німецьких матросів, яких війна застала в порту Массауа. Британські сили були розділені на дві групи: індійська 4-та піхотна дивізія і сили оборони Судану наступали через Керу на Агордат, 5-та піхотна дивізія просувалася до Баренту.

## Перебіг подій
26 січня розпочалося інтенсивне бомбардування італійських позицій, а Південноафриканські ВПС знищили на землі більшість італійських літаків на аеродромах в Асмері і Гурі.
29 січня британці захопили гору Кокен, але вона була відбита італійською контратакою.
31 січня завдяки пануванню в повітрі, великій чисельній перевазі та наявності невразливих для італійської артилерії танків «Матильда», британським військам вдалося прорвати італійські оборонні позиції під Агордатом. Отримавши про це звістку, італійські війська, що оборонялися під Баренту, змушено відступили.

## Наслідки
Внаслідок знищення італійських ВПС авіація Великої Британії та її союзників здобула панування в повітрі до кінця всієї Східноафриканської кампанії.
Після битви британські війська перейшли до переслідування італійських сил, але були змушені зупинитися біля річки Барака — підрозділ полковника Орландо Лорендзіні підірвав єдиний міст. Пауза в часі дозволила італійським військам зміцнитися у Керені.